# Easy (serial telewizyjny)
Easy – amerykański serial telewizyjny (komedio-dramat, antologia) wyprodukowany przez Sparrow Grass, którego twórcą jest Joe Swanberg. Wszystkie odcinki pierwszego sezonu zostały udostępnione 22 września 2016 roku równocześnie na stronie internetowej platformy Netflix.
Serial opowiada różne historie ludzi żyjących w Chicago.

## Obsada
- Jane Adams jako Annabelle Jones[2]
- Suzanne Adent jako Penny
- Malin Åkerman jako Lucy[2]
- Andrew Bachelor jako Andrew
- Zazie Beetz jako Noelle
- Orlando Bloom jako Tom[2]
- Hannibal Buress jako Jason[2]
- Aya Cash jako Sherri[2]
- Raúl Castillo jako Bernie
- Michael Chernus jako Kyle[2]
- Kiersey Clemons jako Chase[2]
- Aislinn Derbez jako Gabi
- Dave Franco jako Jeff[2]
- Noah Hopkins jako Russ
- Jake Johnson jako Andrew[2]
- Evan Jonigkeit jako Matt
- Marc Maron jako Jacob Malco[2]
- Gugu Mbatha-Raw jako Sophie[2]
- Kate Micucci jako Annie
- Mauricio Ochmann jako Martin
- Emily Ratajkowski jako Allison Lizowska
- Elizabeth Reaser jako Andi[2]
- Rebecca Spence jako Cheryl
- Marz Timms jako Van Howard
- Jacqueline Toboni jako Jo
- Lucas Von Kampen jako Allan

## Odcinki
| Sezon | Odcinki   | Oryginalna emisja w Netflix | Oryginalna emisja w Netflix | Oryginalna emisja w Polsce | Oryginalna emisja w Polsce |
| Sezon | Odcinki   | Premiera sezonu             | Finał sezonu                | Premiera sezonu            | Finał sezonu               |
| ----- | --------- | --------------------------- | --------------------------- | -------------------------- | -------------------------- |
| 1     | 1–8 (8)   | 22 września 2016            | 22 września 2016            | 22 września 2016           | 22 września 2016           |
| 2     | 9–16 (8)  | 1 grudnia 2017              | 1 grudnia 2017              | 1 grudnia 2017             | 1 grudnia 2017             |
| 3     | 17–25 (9) | 10 maja 2019                | 10 maja 2019                | 10 maja 2019               | 10 maja 2019               |

### Sezon 1 (2016)
| Nr | # | Tytuł             | Reżyseria    | Scenariusz   | Premiera w Netflix | Premiera w Polsce |
| -- | - | ----------------- | ------------ | ------------ | ------------------ | ----------------- |
| 1  | 1 | The Fucking Study | Joe Swanberg | Joe Swanberg | 22 września 2016   | 22 września 2016  |
| 2  | 2 | Vegan Cinderella  | Joe Swanberg | Joe Swanberg | 22 września 2016   | 22 września 2016  |
| 3  | 3 | Brewery Brothers  | Joe Swanberg | Joe Swanberg | 22 września 2016   | 22 września 2016  |
| 4  | 4 | Controlada        | Joe Swanberg | Joe Swanberg | 22 września 2016   | 22 września 2016  |
| 5  | 5 | Art and Life      | Joe Swanberg | Joe Swanberg | 22 września 2016   | 22 września 2016  |
| 6  | 6 | Utopia            | Joe Swanberg | Joe Swanberg | 22 września 2016   | 22 września 2016  |
| 7  | 7 | Chemistry Read    | Joe Swanberg | Joe Swanberg | 22 września 2016   | 22 września 2016  |
| 8  | 8 | Hop Dreams        | Joe Swanberg | Joe Swanberg | 22 września 2016   | 22 września 2016  |

### Sezon 2 (2017)
| Nr | # | Tytuł             | Reżyseria    | Scenariusz   | Premiera w Netflix | Premiera w Polsce |
| -- | - | ----------------- | ------------ | ------------ | ------------------ | ----------------- |
| 9  | 1 | Package Thief     | Joe Swanberg | Joe Swanberg | 1 grudnia 2017     | 1 grudnia 2017    |
| 10 | 2 | Open Marriage     | Joe Swanberg | Joe Swanberg | 1 grudnia 2017     | 1 grudnia 2017    |
| 11 | 3 | Side Hustle       | Joe Swanberg | Joe Swanberg | 1 grudnia 2017     | 1 grudnia 2017    |
| 12 | 4 | Spent Grain       | Joe Swanberg | Joe Swanberg | 1 grudnia 2017     | 1 grudnia 2017    |
| 13 | 5 | Conjugality       | Joe Swanberg | Joe Swanberg | 1 grudnia 2017     | 1 grudnia 2017    |
| 14 | 6 | Prodigal Daughter | Joe Swanberg | Joe Swanberg | 1 grudnia 2017     | 1 grudnia 2017    |
| 15 | 7 | Lady Cha Cha      | Joe Swanberg | Joe Swanberg | 1 grudnia 2017     | 1 grudnia 2017    |
| 16 | 8 | Baby Steps        | Joe Swanberg | Joe Swanberg | 1 grudnia 2017     | 1 grudnia 2017    |

### Sezon 3 (2019)
| Nr | # | Tytuł                  | Reżyseria    | Scenariusz   | Premiera w Netflix | Premiera w Polsce |
| -- | - | ---------------------- | ------------ | ------------ | ------------------ | ----------------- |
| 17 | 1 | Swipe Right            | Joe Swanberg | Joe Swanberg | 10 maja 2019       | 10 maja 2019      |
| 18 | 2 | Private Eyes           | Joe Swanberg | Joe Swanberg | 10 maja 2019       | 10 maja 2019      |
| 19 | 3 | Spontaneous Combustion | Joe Swanberg | Joe Swanberg | 10 maja 2019       | 10 maja 2019      |
| 20 | 4 | Yes                    | Joe Swanberg | Joe Swanberg | 10 maja 2019       | 10 maja 2019      |
| 21 | 5 | Swipe Left             | Joe Swanberg | Joe Swanberg | 10 maja 2019       | 10 maja 2019      |
| 22 | 6 | Blank Pages            | Joe Swanberg | Joe Swanberg | 10 maja 2019       | 10 maja 2019      |
| 23 | 7 | Number One Seller      | Joe Swanberg | Joe Swanberg | 10 maja 2019       | 10 maja 2019      |
| 24 | 8 | Low Rolling Boil       | Joe Swanberg | Joe Swanberg | 10 maja 2019       | 10 maja 2019      |
| 25 | 9 | She's Back             | Joe Swanberg | Joe Swanberg | 10 maja 2019       | 10 maja 2019      |

## Produkcja
14 marca 2016 roku, platforma Netflix zamówiła pierwszy sezon serialu, w którym zagrają: Malin Åkerman, Orlando Bloom, Michael Chernus, Marc Maron, Elizabeth Reaser, Gugu Mbatha-Raw, Jake Johnson, Aya Cash, Dave Franco, Jane Adams, Hannibal Buress oraz Kiersey Clemons.
5 października 2017 roku, platforma Netflix zamówiła oficjalnie drugi sezon, w którym zagrają: Aubrey Plaza, Kate Berlant, Joe Lo Truglio, Michaela Watkins, Judy Greer, Danielle MacDonald, Kate Micucci, Jane Adams, Zazie Beetz, Michael Chernus, Kiersey Clemons, Evan Jonigkeit, Elizabeth Reaser, Jacqueline Toboni, Dave Franco, Aya Cash oraz Marc Maron.

## Nominacje do nagród

### GLAAD Media
2020
- GLAAD Media - Najlepszy odcinek serialu (gdzie nie występuje regularnie postać homoseksualisty)  - za odcinek "Spontaneous Combustion"

2018
- GLAAD Media - Najlepszy odcinek serialu (gdzie nie występuje regularnie postać homoseksualisty)  - za odcinek "Lady Cha Cha"

2017
- GLAAD Media - Najlepszy odcinek serialu (gdzie nie występuje regularnie postać homoseksualisty)  - za odcinek "Vegan Cinderella"[30]